# Burkeite
La burkeite è un minerale.